# Le Touvet
Le Touvet – miejscowość i gmina we Francji, w regionie Owernia-Rodan-Alpy, w departamencie Isère.
Według danych na rok 1990 gminę zamieszkiwało 2229 osób, a gęstość zaludnienia wynosiła 193 osób/km² (wśród 2880 gmin regionu Rodan-Alpy Touvet plasuje się na 393. miejscu pod względem liczby ludności, natomiast pod względem powierzchni na miejscu 1008.).
Przez gminę przepływa rzeka Isère. 